# Engelbert Daringer

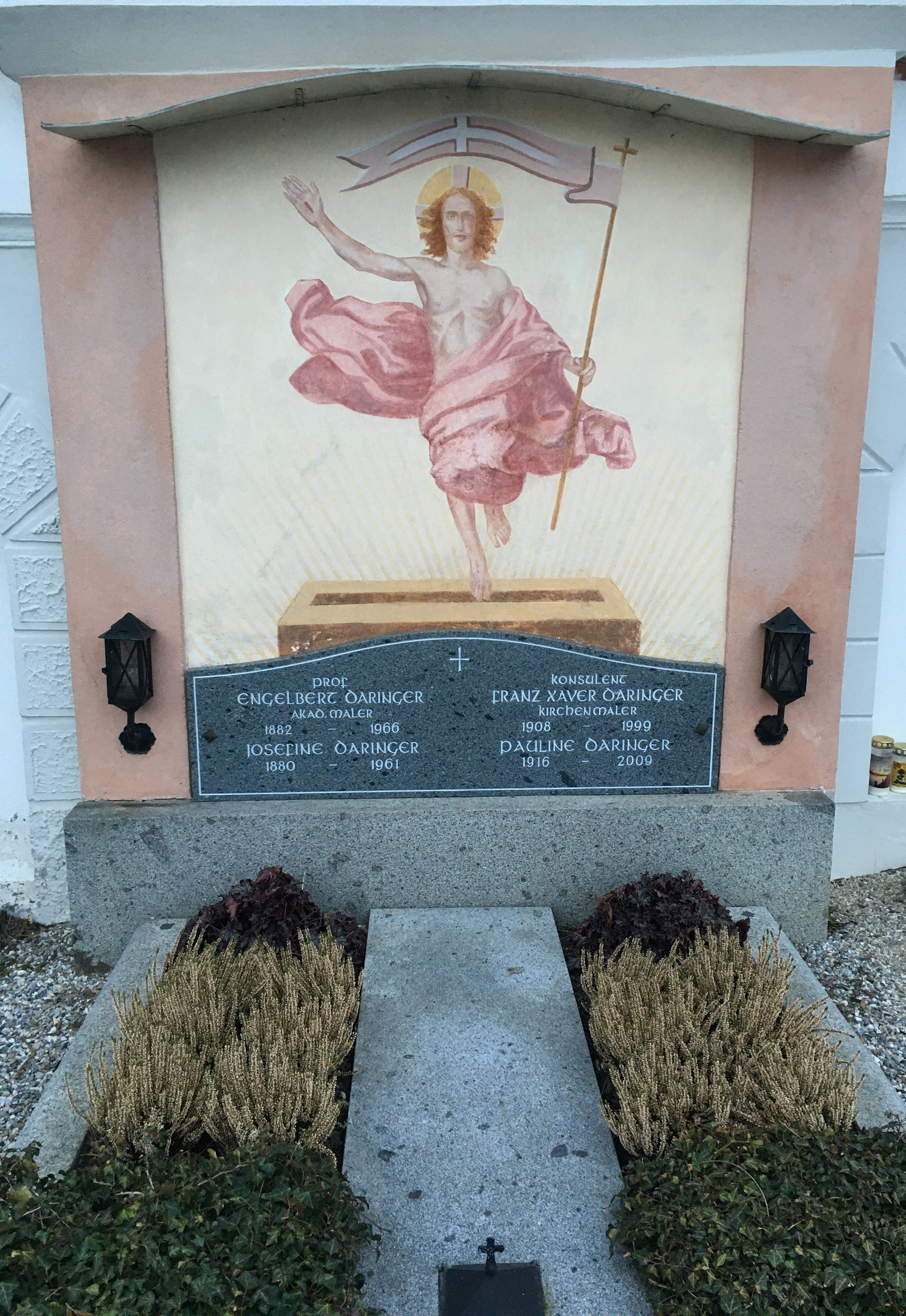
Aspach, Grabstätte der Familie Daringer

Engelbert Daringer (* 16. September 1882 in Wildenau, Gemeinde Aspach; † 27. April 1966 ebenda) war ein österreichischer Kirchenmaler und Restaurator.

## Ausbildung und Wirken
Daringer war der Sohn eines Zimmermanns und besuchte die Königliche Kunstgewerbeschule München und ab 1906 die Akademie der Bildenden Künste München (Zeichenschule Karl Raupp, Martin von Feuerstein).
Anfang der 1920er-Jahre gestaltete er eine Reihe von Notgeldscheinen verschiedener Auftraggeber. Er zählte 1923 zu den Gründungsmitgliedern der Innviertler Künstlergilde und war nach deren Wiedererrichtung 1947 deren erster Präsident und danach Ehrenpräsident. Er war auch Mitglied des Oberösterreichischen Kunstvereins und Mitarbeiter der Zeitschrift Mappe.
Engelbert Daringer ist begraben in der Grabstätte der Familie Daringer auf dem Friedhof von Aspach. Sein Großneffe Manfred Daringer war ebenfalls Künstler, sein Neffe Otto Daringer ein Holzbildhauer und ein weiterer Neffe Franz Daringer ein renommierter Kirchenmaler.
Von Engelbert Daringer gestaltete Notgeldscheine aus Aspach:

## Werke
- 1914 Kreuzwegbilder der Pfarrkirche Mönchdorf
- 1914 Gewölbemalerei in der Pfarrkirche Alberndorf in der Riedmark
- 1924 Gewölbemalerei in der Pfarrkirche Großinzersdorf
- 1925 Decken- und Wandmalereien in der Pfarrkirche Bad Wimsbach-Neydharting[6]
- 1926 Innviertler Hochzeitsfries in Aspach[7]
- 1930 Fresken in den Langhausgewölbezwickeln und an den Chorgurten in der Pfarrkirche Großinzersdorf[8]
- um 1930 Deckenmalerei Medaillon Dreifaltigkeit im Chor der Pfarrkirche Süßenbach[8]
- 1934 Wandmalereien in der Wallfahrtskirche Maria Schmolln
- 1936 Fresken an den Gewölben und am Triumphbogen in der Pfarrkirche Hausbrunn[8]
- 1942 Kirchenrestauration der Pfarrkirche in Maria Ach und Schaffung eines Kreuzwegs[9]
- 1948 Restaurierung der barocken Fresken in der Pfarrkirche Vorchdorf[10]
- 1952 Pietà-Fresko in einer Kapelle in Aspach[11]
- 1952 Kreuzwegbilder in der Pfarrkirche Nondorf an der Wild[8]
- Deckenfresken in der Pfarrkirche in Kopfing im Innkreis
- 1962 Altarbild Mariä Himmelfahrt und 14 Kreuzwegstationen in Aspach

## Schriften
- Kreuzweg – 14 Stationen mit den dazu gehörigen Pausen in der geeigneten Größe, München 1914

## Auszeichnungen
- Berufstitel Professor
- In Aspach ist der Engelbert-Daringer-Weg, eine ungefähr 3 Kilometer lange Wanderroute, nach ihm bezeichnet.